# Lodewijk de Koninck
Pour les articles homonymes, voir Koninck.
Lodewijk de Koninck, né à Hoogstraten le 30 octobre 1838 et mort à Réthy le 22 mars 1924, est un écrivain belge d'expression néerlandaise.

## Biographie
Il a étudié à l'école normale de Lierre. Ensuite, il a été instituteur à Anvers, puis inspecteur de l'enseignement primaire catholique. Il a également enseigné à l'école normale de Malines.
Ses poèmes sont inspirés par sa foi catholique. Son œuvre la plus connue est le poème épique Het menschdom verlost (« L'Humanité rachetée ») écrit en alexandrins. Il est aussi l'auteur du livret de l'oratorio Fransciscus d'Edgar Tinel.
Sur la façade de sa maison, située au n° 8 de la Sint-Martinusstraat à Retie, on pouvait lire autrefois l'inscription Hier leefde en stierf dichter Lodewijk De Koninck 1924 (« Ici vécut et mourut le poète Lodewijk De Koninck 1924 »).

## Œuvres
- 1869 - Heibloemen
- 1873 - Krijgslied der Vlamingen
- 1874 - Het menschdom verlost. Tafereelen
- 1878 - Galerij van vaderlandsche tafereelen, opgehangen rond de wieg van P.P. Rubens
- 1879 - Ode aan Vondel
- 1880 - Verspreide gedichten
- 1882 - Ode aan Kiliaan
- 1883 - Het menschdom verlost
- 1883 - Het menschdom verlost. Heldendicht in twaalf zangen
- 1884 - Karelslied
- 1885 - Hulde aan Edgard Tinel
- 1887 - Franciscus (livret)
- 1887 - Kerk en paus
- 1888 - Diest en de Heilige Joannes Berchmans
- 1896 - De wonderkerk van Hakendover
- 1902 - Het Heilig Bloed van Hoogstraten
- 1902 - Lofdicht over het Heilig Sacrament
- ? - Het werk der Zusterkens der Armen